# Peñuelas (Coquimbo)
Peñuelas es una localidad chilena ubicada en la costa del límite norte de la comuna de Coquimbo, colindante con la comuna de La Serena.

## Etimología
Según Benjamín Vicuña Mackenna, el nombre de Peñuelas hace referencia a los peñascos desnudos ubicados en la loma arenosa que existía en el sector.

## Historia
El sector de Peñuelas habría estado habitado inicialmente por changos, quienes se mantuvieron en el sector hasta inicios del siglo XX; Ricardo Latcham Cartwright describió una visita al sector en 1897 y la presencia de dicho pueblo, señalando que los cueros utilizados por sus balsas eran ablandados con agua dulce antes de ser cortados. La zona también habría sido habitada por diaguitas, según lo muestran cementerios pertenecientes a dicho pueblo que fueron encontrados en el sector de la primera terraza en la primera mitad del siglo XX.
En la época de las expediciones de piratas y corsarios en las costas de Chile, Peñuelas sirvió de lugar de atraque y abastecimiento de agua para varios de ellos: Francis Drake en 1578, Bartolomé Sharp en 1680 y Edward Davis en 1686. A mediados del siglo XVIII se realizó un plan de defensa de la ciudad de La Serena, para lo cual se construyeron diversas fortificaciones, una de las cuales estuvo ubicada en el sector de Peñuelas.
Dentro de la Revolución de 1851, el 14 de octubre de dicho año se desarrolló el combate de Peñuelas en las dunas del sector homónimo, donde se enfrentaron los revolucionarios que habían tomado el poder en La Serena contra el batallón del ejército gobiernista encabezado por Ignacio José Prieto que provenía desde Copiapó. El saldo total de muertos fue entre 10 a 12. El 2 de junio de 1874 el bergantín-goleta «Johannes-Henrich», de bandera guatemalteca, varó frente a la quebrada de Peñuelas tras haber zarpado del puerto de Coquimbo, siendo reflotado el 26 de noviembre del mismo año. Posteriormente, durante la Guerra del Pacífico, se construyó un pequeño fuerte en el sector para defender a las ciudades de La Serena y Coquimbo ante posibles ataques. Dado que el trazado del ferrocarril que unía Coquimbo con La Serena —inaugurado en 1862— pasaba por el sector de Peñuelas, en décadas posteriores se construyó una estación en la zona, que operó hasta 1961 y permitía acercar a los visitantes a las playas ubicadas en los alrededores.

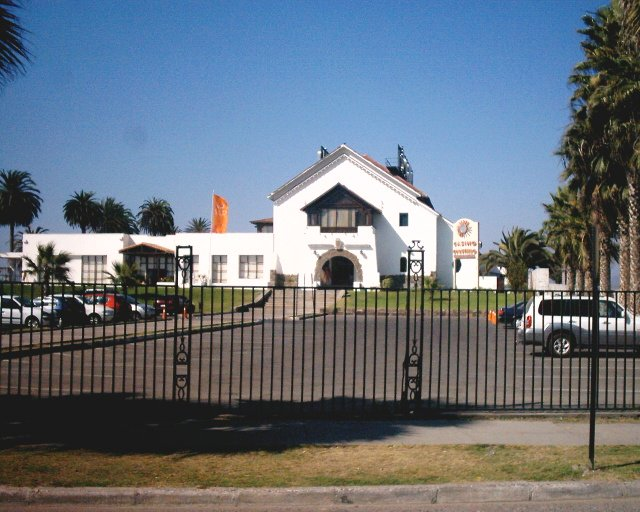
Edificio original del Casino de Juegos de Coquimbo, demolido en 2005.

Durante el siglo XX existieron diversas iniciativas para fomentar el turismo en la zona; el 29 de diciembre de 1918 eran inauguradas oficialmente las instalaciones del balneario de Peñuelas. Otra iniciativa fue la construcción del Casino, concebido en 1925 por Emilio Cuevas y que en los años siguientes fue construido con el apoyo del Rotary Club, siendo Guillermo Rencoret el arquitecto a cargo, y que fue inaugurado el 16 de febrero de 1935. También se construyó el Club Hípico de Peñuelas, inaugurado en 1934 y que estuvo en funcionamiento hasta 2007. También en 1935 se realizó por primera vez la Exposición de Peñuelas, evento anual realizado durante el verano y que posteriormente se convertiría en la «Feria Internacional del Norte» (Finor), desarrollando su última edición en 1997. Existió un proyecto en 1934 por parte de la Empresa de los Ferrocarriles del Estado para construir un hotel en el balneario de Peñuelas, sin embargo este finalmente no se realizó y fue descartado en 1937.
Como parte del Plan Serena desarrollado durante el gobierno de Gabriel González Videla (1946-1952), Peñuelas recibió diversas obras y adelantos:
- Se construyeron cabañas turísticas, y al sur de estas la capilla San Gabriel, una villa para los pescadores del sector, una escuela y una sala de espectáculos que a la vez servía para reuniones comunitarias.[16][17]
- Se remodelaron el Casino y la estación de ferrocarriles.
- Se pavimentó el camino de Peñuelas a La Pampa (actual avenida Regimiento Arica)[18]
- Se desecaron las antiguas vegas existentes en el sector para convertirlas en terrenos agrícolas; los primeros 23 títulos de dominio de dichas vegas fueron entregados a agricultores locales el 28 de julio de 1950,[19] y en 1952 llegaron a la zona colonos italianos que se instalaron en otras parcelas.[4]

Hacia 1968 el límite urbano del balneario de Peñuelas estaba conformado por el límite entre las comunas de Coquimbo y La Serena, la línea del ferrocarril, una línea paralela ubicada a 900 metros al sur de la avenida Regimiento Arica, y la línea de costa. El 6 de febrero de 1971 fue inaugurado el Balneario Popular de Peñuelas, consistente en 65 cabañas utilizadas como viviendas de veraneo, diseñadas por los arquitectos Manuel de la Fuente y Fernando Vargas, y destinadas a albergar personas de bajos recursos que accedían a un plan de vacaciones presentado por el gobierno de Salvador Allende.

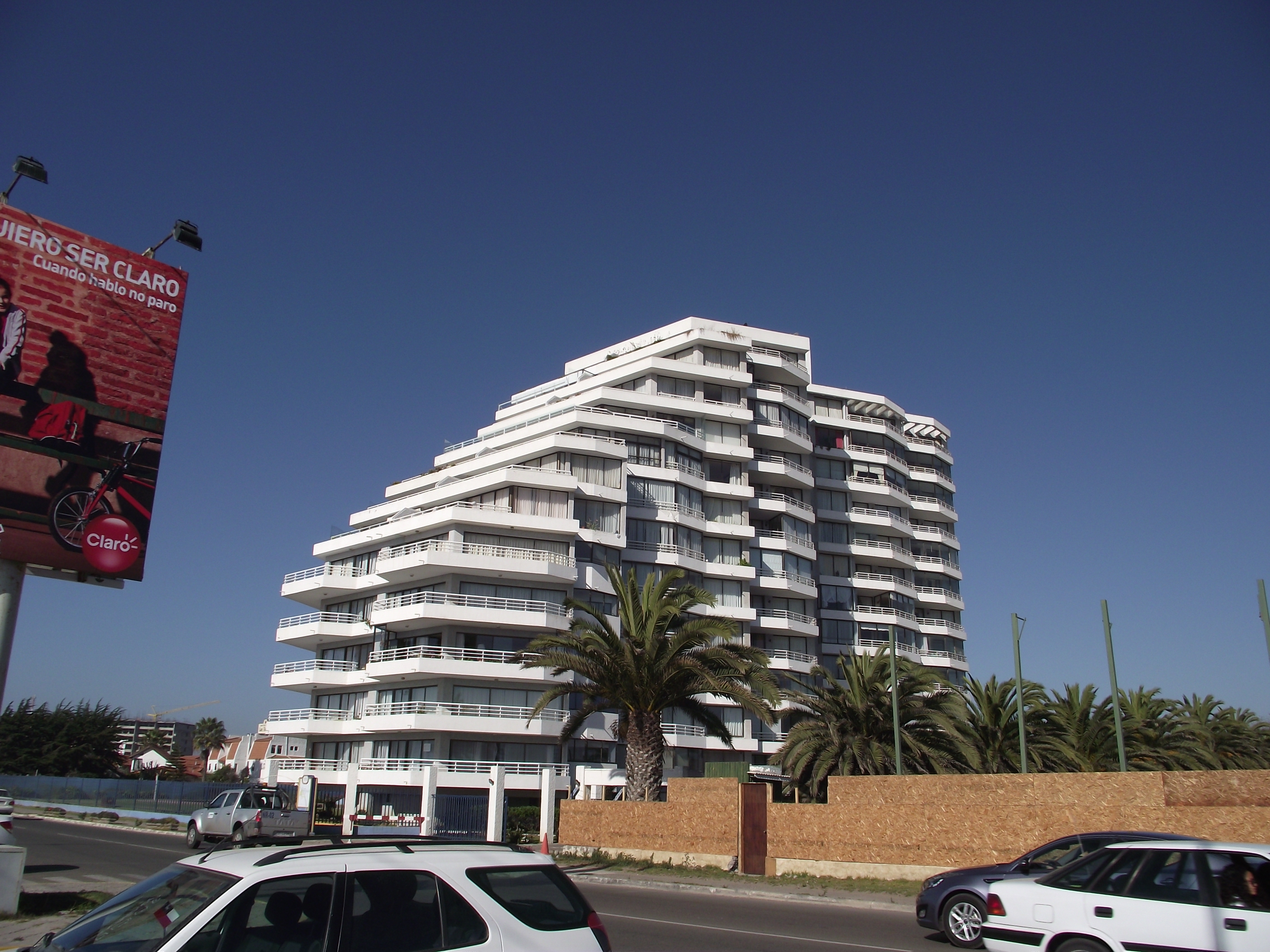
Edificio Peñuelas Club.

A partir de los años 1990 la zona de Peñuelas vivió un incremento sostenido en la construcción de viviendas, principalmente edificios de departamentos construidos esencialmente como residencias de verano; uno de los primeros proyectos fue el edificio «Peñuelas Club», construido entre 1993 y 1994. En la misma época se inició la prolongación de la Avenida del Mar hacia el sur, alcanzando la ciudad de Coquimbo —bajo la denominación de avenida Costanera— en diciembre de 2004.
El tsunami originado por el terremoto del 16 de septiembre de 2015 generó diversos daños en Peñuelas, principalmente en la avenida Costanera y la caleta de pescadores, los cuales fueron remodelados en los meses siguientes.

## Geografía
La localidad se encuentra en el extremo oeste de la Quebrada de Peñuelas, límite natural entre las comunas de Coquimbo y La Serena. Francisco Astaburuaga describe la quebrada en su Diccionario Geográfico de la República de Chile (1899) de la siguiente forma:

Peñuelas (Quebrada de).-—Se abre entre los departamentos de la Serena y Puerto de Coquimbo. Forma un cauce de poco ancho y hondura con escasa agua, que arranca de la serranía del lado sur de Cerro Grande, próximo al SE. de la ciudad de la Serena y corre hacia el O. á rematar en la playa de la bahía de Coquimbo á unos cinco kilómetros al SO. de la expresada ciudad
Diccionario Geográfico de la República de Chile (1899).

Existen dos cerros notables en el sector de Peñuelas: el cerro Gerdtzen, un promontorio rocoso de 15 metros de altura ubicado a un costado de la Ruta 5 Panamericana La Serena-Coquimbo, y el cerro Pañuelo de 91 metros ubicado al este del camino.

### Playas
Peñuelas cuenta con playas en toda su extensión, en las cuales el agua alcanza una temperatura máxima de 19 °C. La avenida Costanera que bordea la playa cuenta con ciclovías y máquinas de ejercicios, además de un skatepark —inaugurado en 2012— y el «Anfiteatro del Mar», inaugurado el 31 de enero de 2013.
En las playas de Peñuelas también se han realizado diversos encuentros del Circuito Sudamericano de Vóleibol Playa, llevado a cabo en febrero de cada año. También se practica buceo y pesca deportiva.

## Servicios

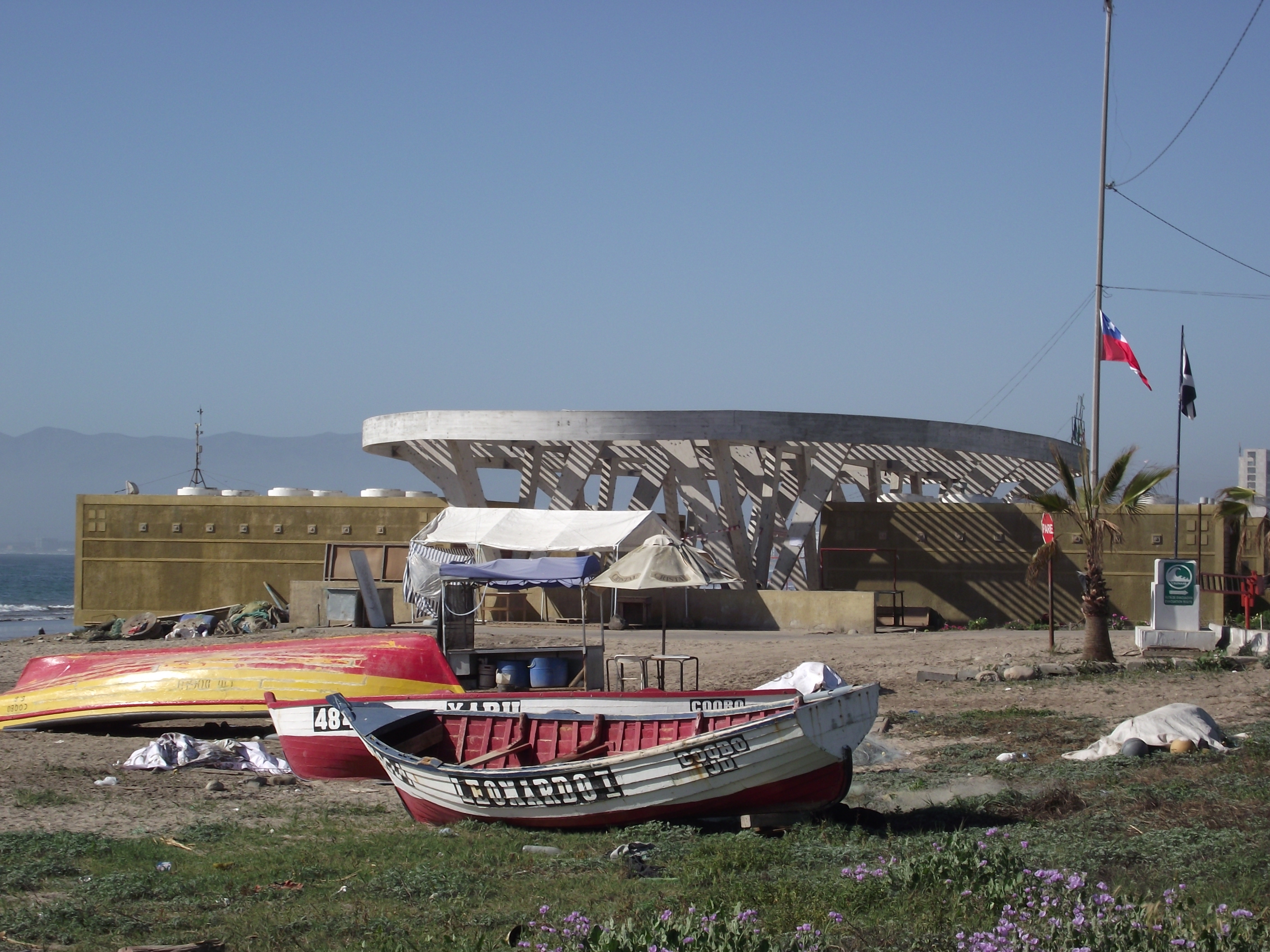
Caleta de pescadores de Peñuelas.

Existen dos templos católicos de importancia en Peñuelas: la capilla San Gabriel, ubicada cerca de las antiguas cabañas turísticas y el pueblo de pescadores, y el Santuario Tabor de Peñuelas perteneciente al movimiento apostólico de Schönstatt, inaugurado el 17 de octubre de 1987.
Carabineros de Chile posee una tenencia (oficialmente Prefectura N° 6) en Peñuelas, ubicada en el cruce de Regimiento Arica con la Ruta 5, frente a la antigua estación de ferrocarriles. La Sexta Compañía de Bomberos de Coquimbo posee su cuartel en la avenida Los Pescadores de Peñuelas.
A nivel productivo, existe en Peñuelas una caleta de pescadores con sus socios pertenecientes a la Asociación Gremial de Pescadores y Buzos. Su principal producto son las machas, recolectadas en la costa de la zona, además de otros pescados y mariscos como merluzas, corvinas, cojinova, jurel y pejegallo; existen también frente al recinto diversos restaurantes que ofrecen los productos de la caleta. En la caleta también se realiza la procesión anual de San Pedro por la Bahía de Coquimbo durante dicho onomástico el 29 de junio.
En la intersección de la Ruta 5 con la avenida Regimiento Arica se encuentra el «Mall Vivo Outlet Peñuelas», centro comercial inaugurado en marzo de 2016 y que cuenta con alrededor de 40 tiendas, cines y restaurantes.

### Transporte
Por la Ruta 5 circulan los principales recorridos de microbuses que conectan La Serena con Coquimbo, existiendo también dos recorridos de Liserco (denominados "3-Pampa" y "4B-Tierras Blancas") que provienen de Coquimbo e ingresan al sector del antiguo pueblo de pescadores de Peñuelas; el primero continúa por avenida Regimiento Arica hasta alcanzar la avenida José Manuel Balmaceda y continuar en dirección a La Serena, mientras que el segundo se dirige hacia Tierras Blancas.
Además de la Ruta 5 y la avenida Regimiento Arica, la Municipalidad de Coquimbo define como vías estructurantes en el sector de Peñuelas las avenidas José Joaquín Pérez, Gerónimo Méndez, Los Jardines y Peñuelas.